# Oberwald und Alb in Karlsruhe
Oberwald und Alb in Karlsruhe este o arie protejată (arie specială de conservare — SAC, sit de importanță comunitară — SCI) din Germania întinsă pe o suprafață de 597,68 ha, integral pe uscat.

## Localizare
Centrul sitului Oberwald und Alb in Karlsruhe este situat la coordonatele 48°58′53″N 8°25′10″E / 48.9814°N 8.4194°E.

## Înființare
Situl Oberwald und Alb in Karlsruhe a fost declarat sit de importanță comunitară în ianuarie 2005 pentru a proteja 1 specie de plante și 17 specii de animale. Situl a fost protejat și ca arie specială de conservare în ianuarie 2019.

## Biodiversitate
Situată în ecoregiunea continentală, aria protejată conține 8 habitate naturale: Lacuri eutrofice naturale cu vegetație de tip Magnopotamion sau Hydrocharition, Cursuri de apă de la nivel de câmpie la nivel montan, cu vegetație Ranunculion fluitantis și Callitricho-Batrachion, Râuri cu maluri nămoloase cu vegetație de Chenopodion rubri p.p. și Bidention p.p., Liziere de ierburi înalte hidrofile de câmpie și de nivel montan până la alpin, Fânețe de joasă altitudine (Alopecurus pratensis, Sanguisorba officinalis), Păduri de fag Luzulo-Fagetum, Păduri acidofile de stejar bătrân cu Quercus robur pe câmpii nisipoase, Păduri aluvionare cu Alnus glutinosa și Fraxinus excelsior (Alno-Padion, Alnion incanae, Salicion albae).
La baza desemnării sitului se află mai multe specii protejate:
- plante (1): mușchi (Dicranum viride)
- amfibieni (2): izvoraș-cu-burta-galbenă (Bombina variegata), triton cu creastă (Triturus cristatus)
- mamifere (3): liliac cu urechi mari (Myotis bechsteinii), liliac cărămiziu (Myotis emarginatus), liliac comun (Myotis myotis)
- nevertebrate (7): croitorul mare al stejarului (Cerambyx cerdo), Cucujus cinnaberinus, Euplagia quadripunctaria, rădașcă (Lucanus cervus), fluturele purpuriu (Lycaena dispar), phengaris nausithous (Maculinea nausithous), Ophiogomphus cecilia
- pești (5): Cobitis taenia Complex, Lampetra fluviatilis, cicar (Lampetra planeri), Petromyzon marinus, somonul (Salmo salar)